# Under Armour

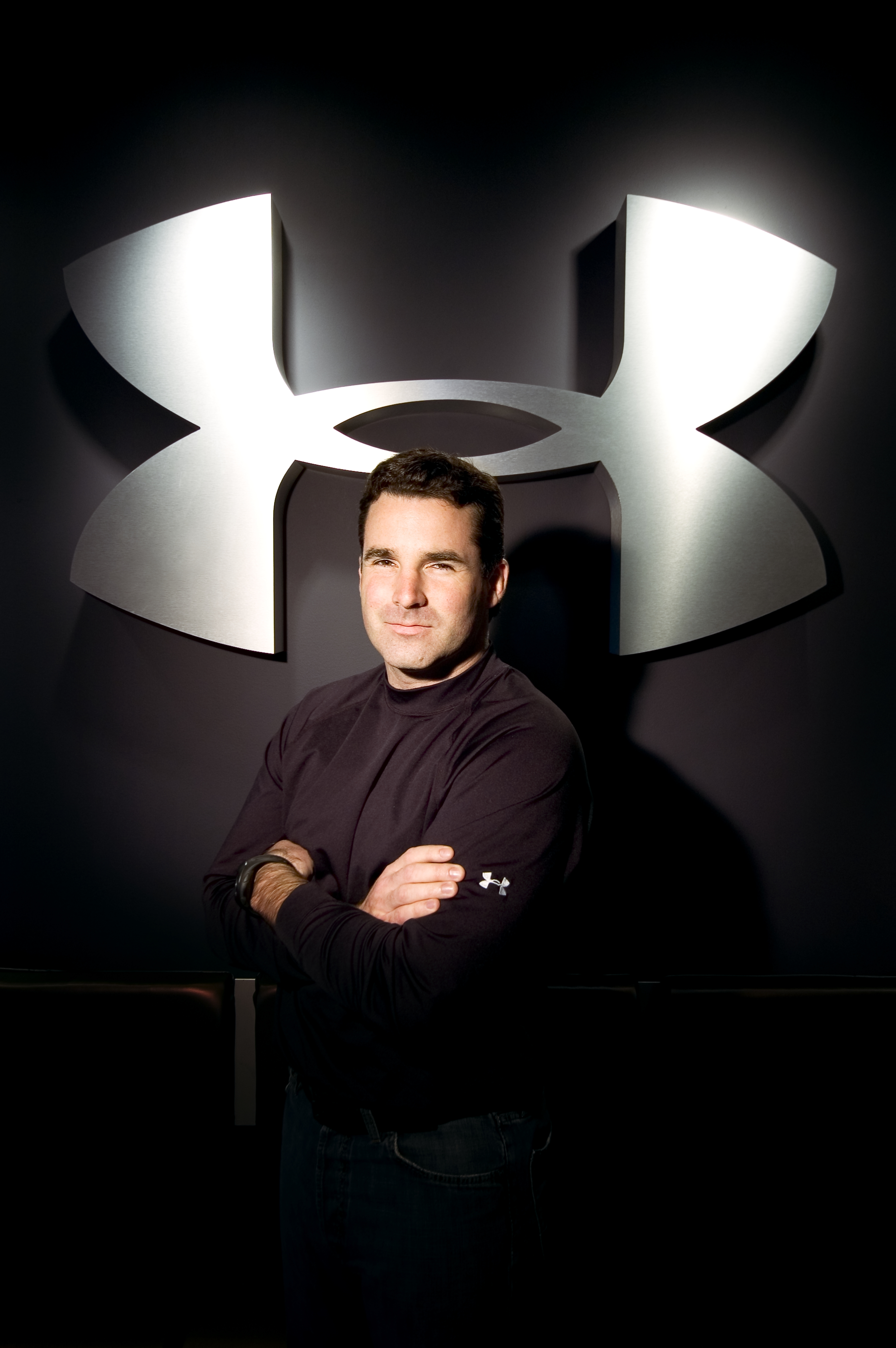
Under Armours grundare Kevin Plank framför företagets logotyp.

Under Armour är en tillverkare av funktionskläder inom sport. Företaget är baserat i Baltimore, Maryland, USA. Verksamheten startades 1996 av Kevin Plank (född 1972), på den tiden special-teamkapten i University of Marylands amerikanska fotbollslag. Affärsiden föddes i hans frustration över att hans undertröja alltid blev så svettig under de gigantiska amerikanska fotbollsskydden. Bolaget omsatte 5,2 miljarder dollar 2018 och hade 15800 anställda.